# Denis Hurley
Denis Eugene Hurley (ur. 9 listopada 1915 w Kapsztadzie, zm. 13 lutego 2004) – duchowny katolicki RPA.
Przyjął święcenia kapłańskie 9 lipca 1939; był zakonnikiem zgromadzenia Oblatów Niepokalanej Maryi (O.M.I.). W bardzo młodym wieku został mianowany wikariuszem apostolskim Natal (z jednoczesnym wyniesieniem do godności biskupa tytularnego Turuzi) (12 grudnia 1946). Przyjął sakrę biskupią 19 marca 1947 z rąk dyplomaty watykańskiego, przedstawiciela Stolicy Apostolskiej w Afryce Południowej, abp. M. Lucasa.
11 stycznia 1951 został mianowany arcybiskupem Durbanu, pełnił tę funkcję ponad 40 lat; odszedł na emeryturę w maju 1992.
Udzielił sakry biskupiej m.in. swojemu następcy na stolicy arcybiskupiej Durban, Wilfridowi Napierowi (1981), późniejszemu kardynałowi.